# Planes (jeu vidéo)
Pour les articles homonymes, voir Planes.
Planes est un jeu vidéo de simulation de vol développé par Behaviour Interactive et édité par Disney Interactive Studios, sorti en 2013 sur Windows, Mac, Wii, Wii U, Nintendo DS et Nintendo 3DS.

## Accueil
- Jeuxvideo.com : 11/20 (Wii/Wii U)[1] - 9/20 (3DS)[2]